# Krainovo, Iambol
Krainovo (în bulgară Крайново) este un sat în comuna Bolearovo, regiunea Iambol,  Bulgaria. 

## Demografie
Componența etnică a satului Krainovo
     Romi (28,88%)
     Bulgari (71,11%)
     Nicio identificare (0%)
     Altele (0%)
La recensământul din 2011, populația satului Krainovo era de 45 locuitori. Din punct de vedere etnic, majoritatea locuitorilor (71,11%) erau bulgari, cu o minoritate de romi (28,88%). Pentru 0% din locuitori nu este cunoscută apartenența etnică.